# На тараци (ТВ филм из 1960)
„На тараци” је југословенски ТВ филм из 1960. године. Режирао га је Даниел Марушић а сценарио је написан по делу Иве Војновића

## Улоге
| Глумац          | Улога           |
| --------------- | --------------- |
| Мато Грковић    | Господар Лукша  |
| Божена Краљева  | Мара            |
| Јосип Петричић  | Нико            |
| Перо Квргић     | Дум Марин       |
| Миа Оремовић    | Баруница Лидија |
| Мише Мартиновић | Вук             |
| Виктор Бек      | Старац у крчми  |